# GGSN
GGSN — GPRS Gateway Support Node — узел, входящий в состав GPRS Core Network и обеспечивающий маршрутизацию данных между GPRS Core network (GTP) и внешними IP сетями.
Помимо маршрутизации, GGSN может участвовать в процессе активации PDP контекста, обеспечивая запросы на аутентификацию к RADIUS серверу, а также взаимодействие с DNS серверами для определения IP адреса, запрошенного пользователем APN.
GGSN представляет собой шлюз (обычный маршрутизатор) между сотовой сетью (её частью для передачи данных GPRS) и внешними информационными магистралями пакетной передачи данных PDNs (Packet Data Networks): Internet, корпоративными сетями Intranet, другими GPRS-системами. GGSN содержит всю необходимую информацию о сетях, куда абоненты GPRS могут получать доступ, а также параметры соединения.
Основной функцией GGSN является роутинг (маршрутизация) данных, идущих к абоненту и от него через SGSN.
Другими функциями GGSN являются:
- адресация данных;
- динамическая выдача IP-адресов;
- отслеживание информации о внешних сетях и собственных абонентах (в том числе тарификация услуг);
- хранение маршрутизирующей базы данных, базы данных с адресами и фильтрующей базы данных.

В GPRS-систему заложена хорошая масштабируемость. При увеличении числа абонентов оператор может увеличивать ёмкость системы GPRS за счёт расширения или установки дополнительных пакетных коммутаторов SGSN. При увеличении суммарного трафика (при несущественном увеличении числа абонентов) — добавлять в систему новые GPRS-шлюзы GGSN и системы базовых станций, которые обеспечат большую суммарную пропускную способность всей системы.

## См.также
- GPRS
- GPRS Core Network
- SGSN